# Escala de valoració de l'autisme infantil
L'escala de valoració de l'autisme infantil (en anglès, Childhood Autism Rating Scale, CARS) és una escala de qualificació de comportament destinada a diagnosticar l'autisme infantil que s'ha desenvolupat i adaptat per a l'edat preescolar.
El CARS va ser desenvolupat per Eric Schopler, Robert J. Reichier i Barbara Rochen Renner. L'escala de qualificació de l'autisme infantil es va dissenyar per ajudar a diferenciar els nens amb autisme dels que presentaven altres retards del desenvolupament, com ara la discapacitat intel·lectual.
Els comportaments i les reaccions del nen s'observen durant les sessions d'avaluació. Aquest procediment estructurat d'avaluació diagnòstica proporciona una base per avaluar el comportament i proporciona un perfil de resultats per a nens. Per a cada àrea a avaluar, es descriu una situació o activitat adequada. Les avaluacions poden ser realitzades per l'examinador o un observador. L'objectiu de l'escala és avaluar el comportament sense buscar causes. La puntuació total i la naturalesa dels disturbis faran possible distingir un autisme dels altres trastorns del desenvolupament del nen.
Tot i que no hi ha cap model perfecte entre les diferents escales de qualificació en la detecció de l'autisme, el CARS s'utilitza amb freqüència com a part del procés de diagnòstic. El desenvolupament del CARS va començar el 1966 amb la producció d'una escala que incorporés els criteris de Leo Kanner (1943) i Creak (1964), i els símptomes característics de l'autisme infantil. La versió original d'aquesta prova, l'entrevista diagnòstica d'autisme (ADI), es va publicar el 1989 i es va correlacionar amb la definició d'autisme del CIM-10.

## Criteris d'avaluació
L'escala d'avaluació de l'autisme infantil és un mètode d'avaluació diagnòstica que assigna als nens d'una escala d'1 a 4 per diversos criteris, que van des del normal fins al sever, i produeix una puntuació composta entre «no-autista», «autista», «autista lleu» o «autista greu».
L'escala s'utilitza per observar i assignar subjectivament quinze elements:
- relació amb la gent
- imitació
- resposta emocional
- por i nerviosisme
- comunicació verbal
- comunicació no verbal
- nivell d'activitat
- nivell i consistència de la resposta intel·lectual
- impressions generals